# Gabońska Partia Demokratyczna
Gabońska Partia Demokratyczna (fr: Parti Démocratique Gabonais) – partia dominująca w życiu politycznym Gabonu. Partię charakteryzuje konserwatywny program polityczny. Jej dewiza to: Dialog, Tolerancja, Pokój (fr. Dialogue, Tolérance, Paix). Przywódcą partii był Omar Bongo.
W gabońskim Zgromadzeniu Narodowym zajmuje 86 z 120 miejsc, a w senacie Gabonu 54 z 91 miejsc.